# Population relique
En biologie, on parle de population relique lorsqu'une population d'une espèce subsiste dans une zone éloignée de la répartition actuelle habituelle de l'espèce, à la suite de modifications des conditions de vie, pour des raisons climatiques ou d'autres origines.
Des modifications importantes des conditions d'existence ont pu séparer des populations d'une espèce qui finissent par être isolées les unes des autres à des distances parfois considérables. Ces modifications sont par exemple celles qui ont suivi les glaciations, en Europe, en Asie ou en Amérique du Nord, les changements intervenus au Pléistocène en Afrique, ou encore les interventions humaines, par la destruction des habitats ou la chasse (par exemple, l'ours dans les Pyrénées). On peut également parler de populations reliques pour les rares vignes européennes qui ont échappé au phylloxera,.
La population relique constitue souvent, de par son évolution, une sous-espèce distincte de celle(s) des autres populations de l'espèce. Elle peut être menacée de par son isolement ou les modifications de son écosystème. 

## Étymologie
L'épithète relique est emprunté au latin, reliquiae, signifiant les restes, les survivants, du verbe relinquere, laisser derrière soi. Son utilisation dans cette acception semble remonter à 1969-1970. 

## Populations reliques dues aux glaciations
Les glaciations ont par exemple repoussé vers le sud des espèces (flore, faune, etc.) habituées aux conditions boréales, qui ont pu subsister dans des refuges glaciaires, puis, en se retirant, ont permis à celles-ci de remonter vers le nord, mais des populations sont restées dans les massifs d'altitude situés plus au sud, et ont finalement été séparées des populations qui sont remontées dans les régions boréales. Un exemple emblématique est celui du Lagopède alpin (Lagopus muta), dont la répartition circumpolaire est boréale et arctique, dans l'Ancien comme dans le Nouveau monde, mais dont des populations ont été "piégées" au retrait des glaciations dans des massifs comme ceux des Pyrénées, des Alpes, de l'Oural ou du Pamir, ou dans des îles séparées comme en Écosse ou au Japon. Le même phénomène s'observe avec d'autres espèces boréales comme le Tétras-lyre (Tetrao tetrix) ou la Chouette de Tengmalm (Aegolius funereus) chez les oiseaux, ou la Linnée boréale (Linnaea borealis) chez les plantes. 
Dans le cas de la Niverolle alpine (Montifringilla nivalis), dont les populations se retrouvent uniquement dans les zones montagneuses du centre de l'Europe ou de l'Asie, et qui n'est pas remontée vers le nord, on parle d'espèce relique.

## Populations dues à l'optimum climatique de l'Holocène
Inversement, il existe aussi des espèces de climats doux qui se répartissent aujourd'hui principalement dans la moitié Sud de l'Europe, mais qui avaient profité de l'optimum climatique de l'Holocène pour remonter jusqu'en Europe du Nord, y laissant des populations relictuelles isolées après la nouvelle contraction de leur aire vers le Sud du fait des refroidissements du climat lors de la seconde moitié de l'Holocène (le dernier de ces refroidissements fut le petit âge glaciaire). Un cas récemment étudié est la couleuvre d'Esculape (Zamenis longissimus), dont il existe des populations reliques en Allemagne et en Tchéquie et même une population longtemps observée au Danemark jusqu'au XIXe siècle,. C'est aussi le cas du chêne pubescent (Quercus pubescens) qui subsiste dans des stations isolées en Belgique et au nord de l'Allemagne par exemple, sur des coteaux orientés au sud.

## Dans l'évolution d'Homo sapiens
Dans les recherches sur les origines, l'évolution et les déplacements d'Homo sapiens, on a posé l'hypothèse, au sein du scénario de la "dispersion australe", que certaines populations des hauts plateaux de Bornéo, les Mélanésiens, les Aborigènes d'Australie (cf. langues pama-nungyan) et certaines ethnies des Philippines constitueraient des populations reliques d'une première migration issue d'Afrique.

## Exemples de populations reliques
- Lagopède alpin (Lagopus muta) : populations des Pyrénées, des Alpes, d'Écosse, de l'Oural, du Pamir, de l'Altaï, du Japon
- Tétras lyre (Tetrao tetrix) : populations des Alpes, des Ardennes, de Grande-Bretagne, etc.
- Nyctale de Tengmalm (Aegolius funereus) : populations des Alpes
- Caribou (Rangifer tarandus) : populations du sud du Saint-Laurent ("le caribou de la Gaspésie-Atlantique")[10]
- Chèvre des montagnes Rocheuses (Oreamnos americanus) : population de l'île de Baranof[11]
- Gorille de l'Ouest (Gorilla gorilla) : population du sud du Nigeria (sous-espèce Gorilla gorilla diehli)
- Phoque annelé (Pusa hispida) : la population du lac Saimaa en Finlande (sous-espèce Pusa hispida saimensis)
- Marsouin commun (Phocoena phocoena) : population de la Mer noire
- Campagnol nordique (Microtus oeconomus) : population des Pays-Bas (sous-espèce M. o. arenicola)
- Dasypeltis saharensis (une espèce de couleuvre présente dans l'Ouest du Sahel, du Sénégal au nord du Nigeria) : populations du Sud du Maroc et du Sahara occidental[12]
- Triton crêté (Triturus cristatus): populations du pourtour méditerranéen, comme en France celles du Gard et des Bouches-du-Rhône[13]
- Triton alpestre (Ichtyosaura alpestris) : population du Nord de l'Espagne (sous-espèce I. a. cyreni) et des Balkans[14]
- Aeshne septentrionale (Aeshna septentrionalis) : population au sud du 50e parallèle[15]
- Linnée boréale (Linnaea borealis) : populations des Alpes